# Laboratori Nacional Los Alamos
El Laboratori Nacional Los Alamos (de l'anglès Los Alamos National Laboratory, també conegut com a LANL), és un laboratori del Departament d'Energia dels Estats Units, administrat per la Universitat de Califòrnia, que es troba a Los Alamos (Nou Mèxic), a 55 quilòmetres de la capital de l'estat, Santa Fe.
Creat el 1943 al desert del nord de Nou Mèxic per a dur a terme recerca científica en el marc del Projecte Manhattan, el laboratori és una de les institucions multidisciplinàries més grans del món. Abasta gairebé 64 quilòmetres i té gairebé 900 instal·lacions individuals i 13 instal·lacions nuclears. És també la major institució quant a nombre d'empleats del nord de Nou Mèxic ja que, al 2025, comptava amb uns 14.150 treballadors directes i milers d'altres provinents de la Universitat de Califòrnia, entre els quals 1.800 estudiants i 460 investigadors postdoctorals, així com personal federal de diverses agències, inclosos militars, i centenars de contractistes externs.
Gairebé un terç del personal tècnic del laboratori són físics, una quarta part són enginyers, una sisena són químics i experts en materials, i la resta es dedica a les matemàtiques, la informàtica, la biologia, la geologia i altres disciplines. Alguns científics professionals i estudiants van a Los Alamos com a col·laboradors eventuals per participar en projectes científics. L'equip col·labora amb universitats i amb la indústria en la recerca bàsica i aplicada per al desenvolupament de recursos energètics per al futur. El pressupost anual és de més de 2.000 milions de dòlars.
El laboratori es va fer molt famós quan, a la fi de la Segona Guerra Mundial, es va saber que era una instal·lació secreta i centralitzada per coordinar el desenvolupament científic del Projecte Manhattan, el projecte Aliat per aconseguir les primeres armes nuclears. Los Alamos és un dels dos laboratoris dels Estats Units on es duu a terme recerca classificada sobre el disseny d'armes nuclears. L'altre laboratori, des de 1952, és el Laboratori Nacional Lawrence de Livermore. En concret, a Los Alamos s'hi dissenya i produeix armes nuclears; es fan estudis per abordar les amenaces nuclears; i s'hi desenvolupa ciència, tecnologia i enginyeria de seguretat nacional.